# Adolphe Verspreeuwen
Adolphe Pierre François Verspreeuwen, né le 26 avril 1846 à Anvers et y décédé le 5 octobre 1908 fut un homme politique libéral belge.
Verspreeuwen fut négociant en bois, président du tribunal de commerce et élu sénateur de l'arrondissement d'Anvers.

## Sources
- Liberaal Archief